# Episodi di Batwoman (seconda stagione)
La seconda stagione della serie televisiva Batwoman è stata trasmessa in prima visione negli Stati Uniti d'America su The CW dal 17 gennaio al 27 giugno 2021.
In Italia la stagione, inizialmente prevista su Premium Action dal 6 aprile 2021, è stata trasmessa su Italia 1 dal 17 luglio all'11 settembre 2022 in seconda serata.
| nº | Titolo originale                | Titolo italiano                   | Prima TV USA     | Prima TV Italia   |
| -- | ------------------------------- | --------------------------------- | ---------------- | ----------------- |
| 1  | Whatever Happened to Kate Kane? | Che cosa è successo a Kate Kane?  | 17 gennaio 2021  | 17 luglio 2022    |
| 2  | Prior Criminal History          | Storia di una criminale           | 24 gennaio 2021  | 17 luglio 2022    |
| 3  | Bat Girl Magic!                 | Magica Bat Girl!                  | 31 gennaio 2021  | 24 luglio 2022    |
| 4  | Fair Skin, Blue Eyes            | Pelle chiara, occhi azzurri       | 14 febbraio 2021 | 24 luglio 2022    |
| 5  | Gore on Canvas                  | Violenza su tela                  | 21 febbraio 2021 | 31 luglio 2022    |
| 6  | Do Not Resuscitate              | Non rianimare                     | 28 febbraio 2021 | 31 luglio 2022    |
| 7  | It's Best You Stop Digging      | È meglio che tu smetta di scavare | 14 marzo 2021    | 6 agosto 2022     |
| 8  | Survived Much Worse             | Sopravvissuta a cose peggiori     | 21 marzo 2021    | 7 agosto 2022     |
| 9  | Rule #1                         | Regola numero 1                   | 28 marzo 2021    | 13 agosto 2022    |
| 10 | Time Off for Good Behavior      | Tempo scaduto per fare i bravi    | 11 aprile 2021   | 14 agosto 2022    |
| 11 | Arrive Alive                    | Vivi alla meta                    | 18 aprile 2021   | 21 agosto 2022    |
| 12 | Initiate Self-Destruct          | Inizia auto-distruzione           | 2 maggio 2021    | 21 agosto 2022    |
| 13 | I'll Give You A Clue            | Ti do un indizio                  | 9 maggio 2021    | 27 agosto 2022    |
| 14 | ...And Justice For All          | E giustizia per tutti             | 16 maggio 2021   | 28 agosto 2022    |
| 15 | Armed and Dangerous             | Armato e pericoloso               | 6 giugno 2021    | 3 settembre 2022  |
| 16 | Rebirth                         | Rinascita                         | 13 giugno 2021   | 3 settembre 2022  |
| 17 | Kane, Kate                      | Kane, Kate                        | 20 giugno 2021   | 10 settembre 2022 |
| 18 | Power                           | Il potere                         | 27 giugno 2021   | 11 settembre 2022 |

## Che cosa è successo a Kate Kane?
- Titolo originale: Whatever Happened to Kate Kane?
- Diretto da: Holly Dale
- Scritto da: Caroline Dries

### Trama
L'ex detenuta senzatetto Ryan Wilder è sorpresa quando l'incidente dell'aereo di Kate Kane da National City le dona il costume di Batwoman, che usa per cercare di localizzare Alice e vendicare la morte della madre adottiva. Tommy Elliot, indossando il volto di Bruce Wayne, si trasferisce a villa Wayne e ottiene il frammento di kryptonite rimanente da Luke. Julia lo identifica rapidamente come un impostore poiché non ha familiarità con il luogo in cui vive suo padre che lo ha cresciuto. Elliot ruba la Batmobile, insegue Ryan con una pistola contenente il proiettile di Kryptonite e le spara. Il costume la protegge abbastanza da riprendersi e picchiarlo fino a renderlo incosciente, lasciandolo a terra per essere riportato ad Arkham. Restituisce la tuta a Luke e Mary, ma poi nota alcuni effetti della ferita dovuti al proiettile di kryptonite. Il corpo di Kate non viene recuperato, ma Jacob e Mary giurano di non rinunciare alla ricerca. Alice rivela a Jacob che Kate è stata la prima Batwoman. Dopo l'arresto di Elliot, Alice trova un messaggio di Safiyah scritto su un articolo di giornale che descrive la scomparsa di Kate, che le dice "consideraci pari". Mentre Jacob accende inutilmente il Bat-Segnale, Alice dice al cadavere di Mouse che una guerra con Safiyah sta arrivando con Batwoman che non è lì per fermarla.
- Ascolti USA: telespettatori 660 000[6]

## Storia di una criminale
- Titolo originale: Prior Criminal History
- Diretto da: Carl Seaton
- Scritto da: James Stoteraux e Chad Fiveash

### Trama
Alice attira uno sciame di pipistrelli sul cadavere di Mouse. Un flashback rivela che una volta Kate ha salvato Ryan da una rapina. Quest'ultima scopre che il suo passato criminale le impedisce di ottenere un posto di lavoro nell'ambito della sicurezza. A seguire, ferma una rapina in un supermercato e ingiustamente arrestata dai Crows che poi la rilasciano quando le telecamere del negozio confermano la sua versione. Parlando con Sophie, deduce che Alice è Beth Kane. La folle criminale intanto tende un'imboscata a Julia proponendole un'alleanza contro Safiyah e quando Julia rifiuta la pugnala, se pur non fatalmente. Luke e Mary intanto sospettano che una folla che chiede il ritorno di Batwoman sarà il prossimo obiettivo di Alice e quindi accettano che Ryan indossi il costume di Kate per cercare di disperdere la folla. In tal occasione si ritrova faccia a faccia con Alice su un tetto e le due si combattono, finché Alice va via intanto che i pipistrelli attaccano la folla spargendo una sostanza tossica. Ryan pone fine all'attacco, ma molte persone vengono infettate dallo stesso veleno che ha ucciso Mouse e Catherine Hamilton-Kane. Per ragioni sconosciute, Alice dà a Mary un campione del sangue di quest'ultima, che è l'antidoto per il veleno della sostanza tossica. Luke e Mary accettano di permettere a Ryan di continuare a essere Batwoman in assenza di Kate, a patto che lei accetti di non uccidere nessuno. Sophie trova Alice e la affronta, ma l'agente di Safiyah, Tatiana, cattura entrambe.
- Ascolti USA: telespettatori 620 000[7]

## Magica Bat Girl!
- Titolo originale: Bat Girl Magic!
- Diretto da: Holly Dale
- Scritto da: Nancy Kiu

### Trama
Un sicario di nome Victor Zsasz uccide due persone e, per ogni sua vittima, si fa una cicatrice con una lametta sul corpo. Sophie e Alice si svegliano sull'isola di Coryana governata da Safiyah, che ha salvato e addestrato Alice circa cinque anni prima. Safiyah dice ad Alice che non ha ucciso Kate, le mostra la collana di Kate e afferma che è ancora viva. Chiede un favore ad Alice e poi le riporta entrambi a Gotham. Ryan accetta un lavoro al club per soddisfare il suo agente per la libertà vigilata Susan Stevens e modifica il costume da Batwoman per avere una parrucca nera. Uno dei pazienti di Mary, che è stato curato per un morso di pipistrello, guarisce spontaneamente dal cancro. Safiyah ingaggia Zsasz per rubare l'elenco delle persone trattate con la Rosa del Deserto; Batwoman sventa il suo primo tentativo e poi difende Mary dall'attacco alla sua clinica. Riesce a catturare Zsasz e viene acclamata dalla stampa. Mary pensa che Kate sia morta, ma Alice e Sophie pensano ancora che sia viva. I Corvi indagano su un nuovo farmaco commercializzato dalla False Face Society. I tecnici di Jacob trovano un'immagine sul cellulare recuperato di Kate, un dipinto di Jack Napier con il nome di Safiyah scarabocchiato sopra.
- Ascolti USA: telespettatori 710 000[8]

## Pelle chiara, occhi azzurri
- Titolo originale: Fair Skin, Blue Eyes
- Diretto da: Menhaj Huda
- Scritto da: Ebony Gilbert

### Trama
La ricerca di Batwoman della False Face Society viene interrotta da un ragazzo che le chiede di trovare suo fratello Kevin, scomparso da due mesi. Ryan, che è stato rapito dalla Candy Lady all'età di 12 anni prima di essere salvata dalla sua amica Angelique, deduce che anche Kevin è stato preso per il lavaggio del cervello e venduto a una banda di criminali. Alice chiede a Sophie il suo aiuto per trovare qualcuno di nome Ocean per Safiyah in cambio del quale Safiyah ha promesso di rilasciare Kate viva. Alice rivela che Safiyah sta per uccidere Ocean e che ha intenzione di uccidere anche Kate. Con l'aiuto di Luke, Sophie trova un laboratorio collegato a Ocean e Alice la segue. Vengono interrotti da un ladro, ma Alice trova ancora un indizio sulla posizione di Ocean. Jacob annuncia una ricompensa per chiunque avesse informazioni su Kate. Seguendo una pista, viene catturato dalla False Face Society il cui ultimo membro, Kevin, deve ucciderlo come rito di iniziazione. Batwoman, inseguendo Kevin, salva Jacob e convince Kevin a non ucciderlo. La Candy Lady viene arrestata e smascherata. Ryan accetta di trasferirsi con Mary nella vecchia casa di Kate sopra il suo bar. Si riconcilia con Angelique, sua ex amante, che è anche ladra.
- Ascolti USA: telespettatori 510 000[9]

## Violenza su tela
- Titolo originale: Gore on Canvas
- Diretto da: Norma Bailey
- Scritto da: Daniel Thomsen

### Trama
Lo scagnozzo di Safiyah, Pike, uccide un uomo che incontra Jacob Kane, ma viene catturato da Batwoman. Lavorando con riluttanza con Jack e Sophie, Ryan scopre (prima che Pike prenda il cianuro e muoia) che il dipinto di Napier è una mappa per Coryana. Dopo essere andata a letto con Ryan, Angelique si scusa per quando Ryan è stata catturata con la sua droga da due agenti dei Crows. Il dipinto di Napier sarà messo all'asta in una mostra di dipinti/oggetti rubati organizzata da Evan, un vecchio compagno di scuola di Kate. Ryan partecipa all'evento con il supporto dei Crows e incontra Angelique. Prima che possa trasformarsi in Batwoman, un ladro molto agile di nome Wolf Spider ruba il dipinto. Ostacolata dalla sua ferita dovuta alla kryptonite, Batwoman non riesce a fermarlo. I Crows lo inseguono e involontariamente lo colpiscono con il loro veicolo. Batwoman lo trova, vede che è Evan e lo porta da Mary. Il dipinto recuperato dai Crows, però, è un falso. La ferita alla kryptonite di Ryan, intanto, sta peggiorando. Nel frattempo, Alice trova Ocean ma si astiene dall'ucciderlo perché sente di conoscerlo. Scoprono che erano su Coryana nello stesso anno, concludendo che Safiyah ha cancellato i loro ricordi; così, uccidono alcuni dei sicari di Safiyah e fuggono con il vero dipinto di Napier.
- Ascolti USA: telespettatori 490 000[10]

## Non rianimare
- Titolo originale: Do Not Resuscitate
- Diretto da: Holly Dale
- Scritto da: Caroline Dries e Daphne Miles

### Trama
Uno dei laboratori della Hamilton Dynamics non riesce a riprodurre l'effetto curativo della Rosa del Deserto. Il suo capo, il dottor Ethan Rogers, libera un paziente mentalmente instabile di nome Aaron Helzinger per trovare il segreto della cura. Ryan scopre che la sua ferita alla kryptonite la sta avvelenando fatalmente e apparentemente ha bisogno della Rosa del Deserto per vivere. Helzinger investe l'auto che trasporta Mary e Jacob e li prende entrambi in ostaggio nella clinica di Mary. Sotto costrizione, Mary gli racconta di Coryana e confessa anche della sua clinica segreta a Jacob, che ha intenzione di chiuderla. Nel frattempo, Sophie costringe Ryan a tradire Angelique toccando il suo telefono per localizzare Ocean. Lo trova con Alice, che è riuscita a ricordare che i due erano amanti a Coryana e hanno complottato insieme per partire con la Rosa del Deserto. Dopo che Ocean brucia via il sangue dalla mappa nel quadro, Sophie lo prende sotto tiro e lo porta alla clinica, dove arriva Batwoman per sottomettere Helzinger. Successivamente arriva Rogers mascherato, prende la mappa minacciando di uccidere Sophie e scappa via. Sophie origlia Angelique che scopre il tradimento di Ryan e la lascia. Alice uccide un sosia di Ocean e convoca Tatiana per recuperare lei e il corpo del finto Ocean, mentre in realtà sta ancora lavorando con il vero Ocean.
- Ascolti USA: telespettatori 460 000[11]

## È meglio che tu smetta di scavare
- Titolo originale: It's Best You Stop Digging
- Diretto da: Avi Youabian
- Scritto da: Jerry Shandy

### Trama
Nonostante la kryptonite le entri nel cervello e le causi allucinazioni, Ryan continua la sua ricerca di Alice nonostante le obiezioni di Mary e Luke. Prende la Batmobile e va a visitare visitare Angelique vestita da Batwoman per trovare qualche indizio che porti ad Ocean. Alice cattura Tatiana, che le racconta come Safiyah abbia punito Ocean e Alice facendo rimuovere al suo ipnotizzatore Enigma non solo i loro ricordi reciproci, ma anche la coscienza emergente di Alice, lasciando solo il lato psicopatico della sua personalità. I Crow assaltano il laboratorio di Hamilton, ma scoprono che le forze di Safiyah hanno ucciso Rogers e tutta la sua gente e apparentemente hanno distrutto la mappa, lasciando il messaggio "È meglio che smetti di scavare". Batwoman segue l'indizio di Angelique e va nel covo di Ocean, che sta lasciando sia Gotham che Alice. Batwoman trova Alice lì e si rivela come Ryan, ma Alice rifiuta la colpa per la morte di sua madre adottiva Cora. Combattono – Batwoman alla fine prende il sopravvento, ma rifiuta di uccidere Alice quando viene punita in un'allucinazione da sua madre Cora. In seguito rivela a Luke e Mary di aver piazzato un localizzatore su uno stivale di Alice in modo che possano seguirla mentre Tatiana la porta a Coryana.
- Ascolti USA: telespettatori 550 000[12]

## Sopravvissuta a cose peggiori
- Titolo originale: Survived Much Worse
- Diretto da: Holly Dale
- Scritto da: Natalie Abrams

### Trama
Dal momento che Luke sembra incapace di andare, dice a Jacob e Sophie di andare a Coryana, ma gli scagnozzi di Safiyah li rapiscono e li portano comunque a Coryana. Ryan, nei panni di Batwoman, si inietta una dose di adrenalina potenzialmente mortale e si stiva su un aereo prima di paracadutarsi su Coryana. Viene presto catturata, ma racconta a Safiyah del falso Ocean portato lì da Alice, per il quale Safiyah le promette una dose della Rosa del Deserto. Safiyah cattura il vero Ocean e dice ad Alice che le darà Kate se lo pugnalerà lì di fronte a lei, cosa che fa. Tuttavia, Safiyah rivela di non aver mai avuto Kate. Ocean si riprende, in quanto la lama del pugnale è stata forgiata con il siero della Rosa del Deserto. Però, Safiyah è infastidita da Tatiana e la pugnala con lo stesso pugnale. Alice si vendica di Safiyah per averla ingannata bruciando la sua piantagione della Rosa del Deserto. Julia salva Luke e Mary dall'assassino Dire-Flail e fornisce le prove che Kate è morta nell'incidente aereo. Luke scopre che la pianta di Ryan è un campione della Rosa del Deserto dopo che Dire-Flail vi ha sanguinato sopra. Una persona sfigurata che indossa la collana di Kate viene vista da qualche parte in una fogna a Gotham
- Ascolti USA: telespettatori 540 000[13]

## Regola numero 1
- Titolo originale: Rule #1
- Diretto da: Michael Blundell
- Scritto da: Nancy Kiu e Maya Houston

### Trama
Jacob e gli altri tengono un funerale per Kate, non sapendo che Black Mask tiene prigioniera Kate. Un mese dopo, la GCPD sta collaborando con Batwoman contro la False Face Society. Una donna affronta il commissario Forbes e più tardi quella notte lo vede assassinato nei pressi della stazione di polizia. La donna è la sorella minore di Sophie, Jordan, che chiede aiuto ma non collaborerà con i Crows. Sophie e Batwoman la salvano da un attacco. Angelique afferma che lascerà le False Faces, ma rivuole Ryan. Jordan, però, ha visto un braccialetto indossato da Angelique, il che la ricollega all'autista dell'auto per la fuga che aveva ucciso Forbes. Apparentemente Batwoman convince Angelique a collaborare, ma Black Mask cattura sia lei che Batwoman. Come rivela Black Mask, ha creato la società quando sua figlia è stata uccisa dall'ultima Batwoman. Sophie arriva e salva Batwoman, che poi salva Angelique, ma lei confessa l'unico omicidio di Forbes, dal momento che Black Mask ha minacciato di uccidere Ryan. Alice immagina di parlare con la giovane Kate e di vedere vivo il suo gatto morto. Julia nota strani vuoti di memoria. Black Mask rivela a una donna che Kate ha perso la faccia nell'incidente. La donna – Enigma – giura che dimenticherà di essere Kate Kane.
- Ascolti USA: telespettatori 440 000[14]

## Tempo scaduto per fare i bravi
- Titolo originale: Time Off for Good Behavior
- Diretto da: Eric Dean Seaton
- Scritto da: Chad Fiveash e James Stoteraux

### Trama
Batwoman interrompe la produzione di Snakebite e solo Ocean e Angelique possono farne di più. A Jacob viene dato lo Snakebite con la forza e, com effetto, immagina il salvataggio di Beth. Alice invita Julia ad aiutarla a trovare Enigma e scopre perché ha perso la memoria. Julia affronta Enigma, che, però, le fa il lavaggio del cervello e improvvisamente Julia annuncia un trasferimento a Berlino. Jordan apre un centro giovanile, ma un nuovo cattivo "Kilovolt" lo distrugge. Batwoman racconta a un giornalista di nome Horten Spence di una cospirazione per attaccare i centri giovanili. Kilovolt colpisce Spence, ma Batwoman lo salva e prende la pistola. Luke trova un'impronta sulla pistola di un incarcerato Michael Kastrinos. Ryan lo riconosce e determinano che l'amministratore delegato della prigione Ellis O'Brien è la mente. Batwoman lo affronta, ma Luke la salva. O'Brien viene imprigionato e il centro giovanile viene ricostruito. Dopo che Ryan convince Angelique a fare i nomi, Black Mask ha coloro che hanno ucciso Forbes, ma Angelique viene comunque rilasciata. La False Face intercetta il trasporto dei condannati; uccidono gli agenti dei Crows e rapiscono Angelique.
- Ascolti USA: telespettatori 480 000[15]

## Vivi alla meta
- Titolo originale: Arrive Alive
- Diretto da: Mairzee Almas
- Scritto da: Daniel Thomsen e Daphne Miles

### Trama
Ora che Black Mask ha Angelique per produrre la Snakebite, recluta nuovi autisti per spostare gli ingredienti nel suo laboratorio. Batwoman ferma uno dei conducenti, solo per scoprire Sophie come infiltrata nella società. Jacob, che continua a comportarsi in modo strano, sostituisce Sophie con l'agente dei Crows Russell Tavaroff nella task force. Ryan convince Sophie a sostituire l'autista nell'auto di Mary. Completa la consegna della tossina con l'aiuto di Luke e della sua Batmobile e posiziona un localizzatore nei contenitori. Sophie segue l'inseguitore fino a Black Mask. Viene salvata da Batwoman e catturano Black Mask, ma lui vuole il suo rilascio minacciando Angelique. L'agente Tavaroff trova il sangue di Batwoman dove lei e Black Mask hanno combattuto. Altrove, Alice tiene in ostaggio Enigma, dal momento che vuole farsi rimuovere i ricordi di Kate. Alice tenta di fermare le sue allucinazioni sulla giovane Kate, ma fallisce e ha le allucinazioni su Ocean. Il vero Ocean irrompe nell'ufficio e affronta Alice per aver scelto di ucciderlo. Combattono ed Enigma scappa, liberando i loro ricordi l'uno dell'altro. Angelique dice a Black Mask che la sua ricetta della Snakebite è inaffidabile e deve trovare Ocean se vuole continuare a produrla. Sophie, in seguito, esamina l'auto di Mary e trova l'intelligenza artificiale dell'auto, scoprendo che Ryan è Batwoman.
- Ascolti USA: telespettatori 560 000[16]

## Inizia auto-distruzione
- Titolo originale: Initiate Self-Destruct
- Diretto da: Glen Winter
- Scritto da: Jerry Shandy (sceneggiatura); Zack Siddiqui (soggetto)

### Trama
Black Mask rivela finalmente il suo piano a Enigma e a Kate Kane, interamente fasciata in faccia. Mette una maschera - una replica fatta del volto della sua defunta figlia Circe Sionis - su Kate, ed Enigma la induce a dimenticare tutti i suoi ricordi e ad avere i ricordi di Circe. La False face interrompe tutto scovando Alice e rapendo Ocean. Quando Batwoman rintraccia Angelique, scopre che Alice ha ucciso tutti lì e suggerisce un'alleanza per salvare sia Angelique che Ocean. Lavorano insieme per liberare entrambi e distruggere la Snakebite che hanno preparato, ma Ocean viene colpito e "Circe/Kate" cattura Alice - Batwoman si rifiuta di salvarla. Sophie insieme al Bat Team non può cancellare il campione di DNA di Batwoman, ma elimina dal database dei Crow Ryan, sventando la rivelazione dell'identità come Batwoman. Mentre lo fa, Sophie scopre che il comandante Kane è sotto gli effetti della Snakebite. Libera dalla False Face Society, Angelique entra nel programma di protezione dei testimoni. Ryan decide di rimanere a Gotham. Mary riapre la sua clinica mentre Sophie le dà la Snakebite che ha trovato nell'ufficio di Jacob. Black Mask sta per uccidere Alice ma dice invece a "Circe" di portare Alice nel seminterrato.
- Ascolti USA: telespettatori 430 000[17]

## Ti do un indizio
- Titolo originale: I'll Give You a Clue
- Diretto da: Marshall Virtue
- Scritto da: Caroline Dries e Natalie Abrams

### Trama
Cinque anni prima, il presentatore di giochi Arthur Brown ha minacciato di far saltare in aria il suo studio, ma è stato scoperto quando il suo enigma è stato risolto, a quanto pare da Sophie, che ha vinto una promozione. Ora Brown è scappato di prigione e ha intenzione di tormentare Sophie. Quando Brown dà l'indizio è con Mary e Ryan, che lavorano insieme per salvare la sua prima vittima - la figlia di Brown, Stephanie. Scoprono che Stephanie è un'esperta di puzzle, che ha davvero risolto l'enigma di Sophie e ha un crittogramma scritto su di lei. Mentre lei e Luke lavorano al messaggio, gli altri tre cercano nello studio ma Ryan e Mary sono intrappolati su una piattaforma pronta ad esplodere. Ryan, intrappolata, manda Sophie a chiedere aiuto alla Batcaverna. Nel frattempo, Stephanie mette fuori combattimento Luke per affrontare Brown, che ha intenzione di ucciderla, ma Luke si riprende per salvarla. Nel frattempo, durante il sogno dovuto alla Snakebite di Jacob con Beth e Kate, Alice chiede aiuto ma pensa di avere le allucinazioni. Successivamente, Jacob ha un infarto mentre viene portato alla clinica di Mary. Black Mask e Circe torturano Alice ma lei non dirà loro l'identità di Batwoman, anche se rivela di sapere chi è veramente. Alice temporeggia offrendo a Circe un nuovo volto – indossandolo, si rende conto che è Kate.
- Ascolti USA: telespettatori 400 000[18]

## E giustizia per tutti
- Titolo originale: ...And Justice For All
- Diretto da: Robert Duncan
- Scritto da: Ebony Gilbert e Maya Houston

### Trama
Black Mask, soddisfatto del nuovo volto di Circe, rilascia Alice, che rapisce Enigma e le chiede di ripristinare la vecchia Kate. Mentre Alice va a cercare un oggetto, Ocean la trova. Insieme tornano da Enigma, ma proprio mentre Enigma sta per dire ad Alice la parola d'ordine per spezzare l'ipnosi di Kate, Ocean uccide Enigma, dicendo ad Alice che è meglio che non rivoglia indietro Kate. Nel frattempo, due agenti della GCPd arrestando Ryan e Luke in un club. Quando Sophie affronta gli stessi poliziotti bianchi e razzisti, anche loro la arrestano. I tre incontrano un prigioniero di nome Eli. Imani ottiene un avvocato per farli uscire. Nel frattempo, la nuova Snakebite ha trasformato molti tossicodipendenti in mostri carnivori. Una vittima trova la clinica di Mary dove Jacob si è ripreso, aiuta Mary con le vittime e ammette la sua dipendenza dalla tossina. Mary riesce a creare una cura, ma Batwoman dovrebbe iniettare ogni vittima per salvare tutti. Ci prova, ma l'agente Tavaroff, contro gli ordini di Sophie, porta i suoi Crows a massacrare le restanti vittime. Sophie finisce per lasciare i Crows. Mentre Luke lascia un garage e cerca di impedire che Eli venga arrestato e vada in prigione, Tavaroff arriva e spara a Luke al petto.
- Ascolti USA: telespettatori 350 000[19]

## Armato e pericoloso
- Titolo originale: Armed and Dangerous
- Diretto da: Holly Dale
- Scritto da: Nancy Kiu

### Trama
Mentre Luke viene portato di corsa all'ospedale in condizioni critiche per lo sparo, Tavaroff mente deliberatamente affermando di aver visto Luke con in mano una pistola mentre stava rubando l'auto e in seguito monta un video ritoccato che lo mostra nell'atto. Mentre Mary prepara una dose di Desert Rose per salvarlo, Luke ha le allucinazioni nel vedere suo padre Lucius Fox e Bruce che gli dicono che deve decidere se continuare a vivere o unirsi a lui nell'aldilà. Batwoman prima interroga Eli, poi Tavaroff, ma l'altrettanto razzista confederato di Tavaroff Crows lo salva colpendola con un'auto. Mary non può superare due guardie Crows per consegnare la cura a Luke, ma è in grado di distrarli mentre Wolf Spider entra nella stanza d'ospedale e lo fa. Luke alla fine si sveglia, proprio nel momento della sua allucinazione in cui decide di morire. Su sollecitazione di Sophie, Jacob affronta e sospende il razzista e corrotto Tavaroff, dopodiché lo aggredisce. Lui e i Crows coinvolti pianificano di ucciderlo con la Snakebite fino a quando Batwoman non lo salva. Batwoman vuole che Jacob sciolga i Crows, cosa che fa mentre dice al pubblico la verità su ciò che è realmente accaduto. Mentre Jacob se ne va, Alice gli parla di Kate e propone di lavorare insieme per salvarla. Mentre Ocean si libera del corpo di Enigma, Alice suggerisce che il suo bastone è come quello di qualcuno che hanno già visto.
- Ascolti USA: telespettatori 430 000[20]

## Rinascita
- Titolo originale: Rebirth
- Diretto da: Michael A. Allowitz
- Scritto da: Daniel Thomsen

### Trama
Tatiana uccide l'uomo (in protezione dei testimoni) accecato dall'originale Circe. Batwoman ha solo l'aiuto di Mary per attaccare, dato che Luke sta affrontando Tavaroff (ora libero su cauzione) in un club delle forze dell'ordine dove incontra John Diggle. Luke inganna Tavaroff a poker, ma Tavaroff in seguito lo attacca fuori. Diggle lo aiuta e parlano dei loro padri, il che ispira Luke a rispondere a una convocazione dal Bat-segnale. Alice e Jacob portano Circe all'edificio deserto dei Crow e cercano di ripristinare la sua memoria. Riconosce in qualche modo il coming out con Alice e riconosce Sophie ma non Mary. Ma la personalità di Circe si ripristina quando la False Face Society cattura Jacob e Safiyah cattura Alice. Batwoman offre a Safiyah la sua pianta della Desert Rose per la vita di Alice. Incredula accetta, ma giura di distruggere ciò che Alice ama di più. Mentre Alice va nella tana di Ocean, uccide Tatiana, ma trova Ocean morto. La GCPD arresta Jacob per favoreggiamento di Alice, rivelando la sua identità di Beth al telegiornale. Jacob chiede al pubblico di capire Beth mentre viene mandato in una prigione a Metropolis. Mentre Circe torna da Black Mask e chiede la verità, Safiyah arriva e dice a Black Mask che merita di sapere tutto.
- Ascolti USA: telespettatori 430 000[21]

## Kane, Kate
- Titolo originale: Kane, Kate
- Diretto da: Carl Seaton
- Scritto da: James Stoteraux e Chad Fiveash

### Trama
Il Bat-team è soddisfatto dei progressi di Circe sulla sua memoria, mostrandole i diari di Kate e dandole le chiavi della sua bicicletta. Tuttavia, Kate fa il doppio gioco e va direttamente da Black Mask e Safiyah, rivelando i segreti della Batcaverna. Black Mask assume la maggior parte dei Crows rimanenti, facendo di Tavaroff il suo luogotenente. Ryan torna nel suo furgone dalla vecchia casa di Kate. Prende un pc da un impiegato di basso livello per conoscere la connessione tra Black Mask e la GCPD, ma la rintracciano e la arrestano. Susan è scettica, ma alla fine sfida i poliziotti, che puntano una pistola su di lei. Batwoman li sconfigge e fugge. L'ignaro Bat-team chiede a Circe/Kate di vestirsi per aiutare Ryan, ma lei li droga, li imprigiona e prende il tesoro degli oggetti presi da Batman come il fiore spruzza acido di Joker, il veleno di Bane, il fango di Clayface, il dente di Killer Croc, il cappello del Cappellaio Matto, l'ombrello del Pinguino e alcune piante di Poison Ivy per aiutare Safiyah a ripristinare la Desert Rose di Coryana. Nel frattempo, Safiyah fa visita ad Alice da sola mentre disperde le ceneri di Ocean. Chiede ad Alice di tornare con lei a Coryana, e Alice sta al gioco, ma poi pugnala Safiyah con il pugnale magico, uccidendola temporaneamente.
- Ascolti USA: telespettatori 450 000[22]

## Il potere
- Titolo originale: Power
- Diretto da: Holly Dale
- Scritto da: Caroline Dries

### Trama
Black Mask provoca un blackout in tutta la città e in TV spinge la popolazione all'anarchia. Luke cerca tra le cose di suo padre e vi trova un costume da pipistrello funzionante, costruito segretamente da Lucius. Black Mask inietta il veleno di Bane e la Snakebite in Tavaroff, che ha un crollo ma in seguito si rianima e attacca Mary. Black Mask copre la fuga di Circe da Ryan e Alice con la maggior parte degli oggetti trovati, ma Alice lo sottomette con il fiore di Joker. Mary pensa la Snakebite di Tavaroff possa funzionare su Kate. Mentre Mary cade, Luke la salva e poi sconfigge Tavaroff. Vesper legge la lettera di Batwoman a Gotham che li ispira a mettere il Bat-segnale nelle loro finestre, il che ispira Ryan a continuare anche senza costume. Batwoman ferma Circe con la Batmobile e aiuta Alice a spruzzare su Circe la Snakebite mentre entrambi cadono nel fiume. Allucinata, Alice dice addio a Ocean e Kate salva finalmente Beth; Ryan e Alice fanno rivivere Kate, che riconosce Beth, proprio mentre Alice viene arrestata. Kate benedice Ryan come Batwoman e progetta di lasciare Gotham, visitando Jacob e Kara prima di cercare Bruce. Ad Arkham, Alice dice a Ryan che sua madre biologica è ancora viva. Nel fiume, i vari oggetti dei nemici di Batman galleggiano con la corrente dell'acqua, comprese le piante rampicanti di Poison Ivy.
- Ascolti USA: telespettatori 410 000[23]